# Марио Бава
Марио Бава (итал. Mario Bava, 31. јул 1914, Санремо—27. април 1980, Рим) био је италијански режисер, сценариста, кинематограф и техничар специјалних ефеката. Најпознатији је по својим хорор филмовима из периода 1960-их и 1970-их, због чега га многи називају Маестром италијанског хорора. Сматра се једним од најутицајнијих ауторских редитеља хорор жанра.
Каријеру је започео крајем 1930-их, као кинематограф и техничар специјалних ефеката на више десетина филмова, од којих су најзначајнији Херкулови задаци (1958), Калтики – бесмртно чудовиште (1959) и Последњи дани Помпеје (1959). Званични редитељски деби имао је 1960. хорор филмом Црна недеља, у којој је главну улогу тумачила Барбара Стил. Као инспирација за причу послужила му је приповетка „Виј” руског писца Николаја Гогоља. Поред Црне недеље, неки од Бавиних најзначајнијих филмова су Девојка која је знала превише (1963), Три лица страха (1963), Крв и црна чипка (1964), Операција страх (1966) и Крвави залив (1971). Уз Дарија Арђента и Луча Фулчија сматра се најистакнутијим редитељем ђало поджанра, као и целокупног италијанског хорора.
Према тврдњама Британског филмског института, Бава је, заједно са Алфредом Хичкоком, Жоржом Фрањуом и Мајклом Пауелом, имао кључну улогу у стварању модерних хорор филмова. Утицај филмова Марија Баве може се видети у остварењима бројних редитеља, као што су: Џо Данте, Мартин Скорсезе, Квентин Тарантино, Франсис Форд Копола, Џон Ландис и Тим Бартон. Такође, Бавини филмови су послужили као инспирација и Дарију Арђенту, Лучу Фулчију, Федерику Фелинију, Џону Карпентеру, Роџеру Корману, Едгару Рајту и Џенифер Кент. Године 2002. постхумно је добио место у Фангоријиној хорор кући славних.
Бавин син, Ламберто Бава, је такође постао признати редитељ хорор филмова.
Марио Бава је изненада преминуо 27. априла 1980, од срчаног удара.

## Филмографија
| Година | Филм                          | Оригинални наслов | Редитељ | Сценариста | Кинематограф | Спец. еф. | Реф.                        |
| ------ | ----------------------------- | ----------------- | ------- | ---------- | ------------ | --------- | --------------------------- |
| 1942.  | Бели брод                     |                   | Не      | Не         | Не           | Да        | [ 14 ]                      |
| 1947.  | Божић у логору 119            |                   | Не      | Не         | Да           | Не        | [ 15 ]                      |
| 1950.  | Пасји живот                   |                   | Не      | Не         | Да           | Не        | [ 15 ]                      |
| 1951.  | Жандари и лопови              |                   | Не      | Не         | Да           | Не        | [ 15 ]                      |
| 1953.  | Спартак                       |                   | Не      | Не         | Да           | Не        | [ 16 ] [ 17 ]               |
| 1957.  | Вампири                       |                   | Да      | Не         | Да           | Да        | [ 18 ] [ 19 ] [ 20 ]        |
| 1958.  | Херкулови задаци              |                   | Не      | Не         | Да           | Да        | [ 15 ] [ 21 ]               |
| 1958.  | Смрт долази из свемира        |                   | Да      | Не         | Да           | Да        | [ 15 ] [ 22 ]               |
| 1959.  | Калтики – бесмртно чудовиште  |                   | Да      | Не         | Да           | Да        | [ 15 ] [ 23 ]               |
| 1960.  | Црна недеља                   |                   | Да      | Да         | Да           | Да        | [ 24 ]                      |
| 1961.  | Херкул у средишту Земље       |                   | Да      | Да         | Да           | Да        | [ 15 ]                      |
| 1963.  | Девојка која је знала превише |                   | Да      | Да         | Да           | Да        | [ 25 ]                      |
| 1963.  | Три лица страха               |                   | Да      | Да         | Да           | Не        | [ 26 ] [ 27 ] [ 28 ]        |
| 1963.  | Бич и тело                    |                   | Да      | Не         | Не           | Не        | [ 29 ]                      |
| 1964.  | Крв и црна чипка              |                   | Да      | Да         | Да           | Да        | [ 25 ]                      |
| 1965.  | Планета вампира               |                   | Да      | Да         | Да           | Да        | [ 25 ]                      |
| 1966.  | Операција страх               |                   | Да      | Да         | Не           | Не        | [ 30 ]                      |
| 1970.  | Црвени знак лудила            |                   | Да      | Да         | Да           | Не        | [ 31 ]                      |
| 1971.  | Крвави залив                  |                   | Да      | Да         | Да           | Да        | [ 25 ]                      |
| 1974.  | Лиса и ђаво                   |                   | Да      | Да         | Не           | Не        | [ 32 ]                      |
| 1977.  | Шок                           |                   | Да      | Не         | Да           | Не        | [ 33 ]                      |
| 1980.  | Инферно                       |                   | Не      | Не         | Не           | Да        | [ 34 ] [ 35 ] [ 36 ] [ 37 ] |
| 1998.  | Бесни пси                     |                   | Да      | Не         | Да           | Не        | [ 38 ]                      |